# Oualid Saadouni
Oualid Saadouni (Breda, 12 marzo 1988) è un giocatore di calcio a 5 olandese.

## Carriera
Nato nei Paesi Bassi da una famiglia di origine marocchina, è cugino del calcettista Mouhcine Zerouali. Già membro della Nazionale Under-21 di calcio a 5 dei Paesi Bassi – con cui ha partecipato nel 2008 al campionato europeo di categoria – il 15 febbraio del 2011 ha debuttato con la Nazionale maggiore nel corso di un'amichevole persa per 1-0 contro la Slovenia.